# مشین گان کلی (گانگستر)
جرج کلی بارنز (به انگلیسی: George Kelly Barnes) (۱۸ ژوئیه ۱۸۹۵–۱۸ ژوئیه ۱۹۵۴)، که بیشتر با نام مستعار خود ماشین گان کلی (به انگلیسی: Machine Gun Kelly) شناخته می‌شد، یک گانگستر آمریکایی اهل ممفیس، تنسی، در دوران ممنوعیت الکل در ایالات متحده آمریکا بوده‌است. نام مستعار او از اسلحه مورد علاقه او، یک مسلسل مسلسل دستی تامسن گرفته شده. او بیشتر به خاطر ربودن سرمایه‌دار و تاجر نفتی چارلز اف اورشل در ژوئیه ۱۹۳۳ شناخته شده‌است، که وی و گروهش مبلغ ۲۰۰ هزار دلار (۵ میلیون دلار امروزی) دریافت کردند. اورشل شواهد قابل توجهی را جمع‌آوری کرده بود و به اداره تحقیقات فدرال کمک کرده بود، که در نهایت منجر به دستگیری کلی در ممفیس، تنسی، در ۲۶ سپتامبر ۱۹۳۳ شد. از جمله جنایات او قاچاق مواد مخدر و مشروب و سرقت مسلحانه بود.

## اوایل زندگی
وی در سال ۱۹۱۷ او در دانشگاه ایالتی می‌سی‌سی‌پی ثبت نام کرد و به تحصیل در رشته کشاورزی ابن دانشگاه پرداخت. او از ابتدا، دانش آموز ضعیفی بود. بطوریکه بالاترین نمرهٔ او (C plus) بود که این نمره را برای بهداشت بدنی دریافت کرده بود. او دائماً با هیئت علمی دانشگاه مشکل داشت و بیشتر دوران دانشگاهی خود را صرف تلاش برای راضی کردن آنها گذراند. در این زمان بود که کلی با زن جوانی به نام ژنو رمزی آشنا شد. کلی به سرعت عاشق ژنو شد و تصمیم ناگهانی برای ترک تحصیل و ازدواج با او گرفت.

## حرفه
در دوران ممنوعیت الکل در دهه ۱۹۲۰ و ۱۹۳۰ میلادی، کلی به عنوان یک قاچاقچی مشروبات الکلی برای خود کار می‌کرد. وی همچنین برای خود یک همکار داشت. پس از مدت کمی، و چندین بازرسی از پلیس محلی ممفیس، او تصمیم گرفت شهر را ترک کرده و با همسرش به سمت غرب حرکت کند. او برای محافظت از خانواده و فرار از افسران اجرای قانون، نام خود را به جورج آر کلی تغییر داد. او مرتکب جنایات مخفیانه ای مانند قاچاق و قتل شد. او در سال ۱۹۲۸ در تولسا، اوکلاهما، به دلیل قاچاق مشروبات الکلی به رزرواسیون هند دستگیر شد و از ۱۱ فوریه ۱۹۲۸ به سه سال زندان در Leavenworth، کانزاس محکوم شد. گفته می‌شود که او یک زندانی نمونه بود و زودتر از موعد آزاد شد. کمی بعد، کلی با کاترین تورن ازدواج کرد، یک جنایتکار باتجربه که اولین مسلسل کلی را خریداری کرد و اصرار داشت کلی از ان استفاده کند – علیرغم عدم علاقه او به سلاح – او تلاش زیادی کرد تا نام خود را در محافل جنایی زیرزمینی آشنا کند.

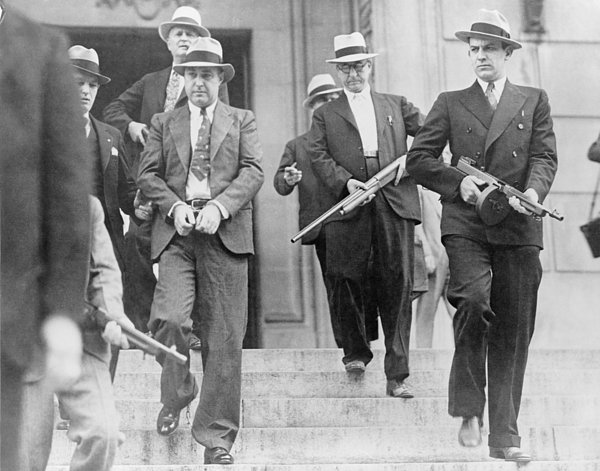
کلی از زندان شهرستان شلبی راهی فرودگاه ممفیس و شهر اوکلاهما می‌شود تا محاکمه وی برای ربودن چارلز اورشل، ۱۰ مهر ۱۳۱۲ انجام شود.

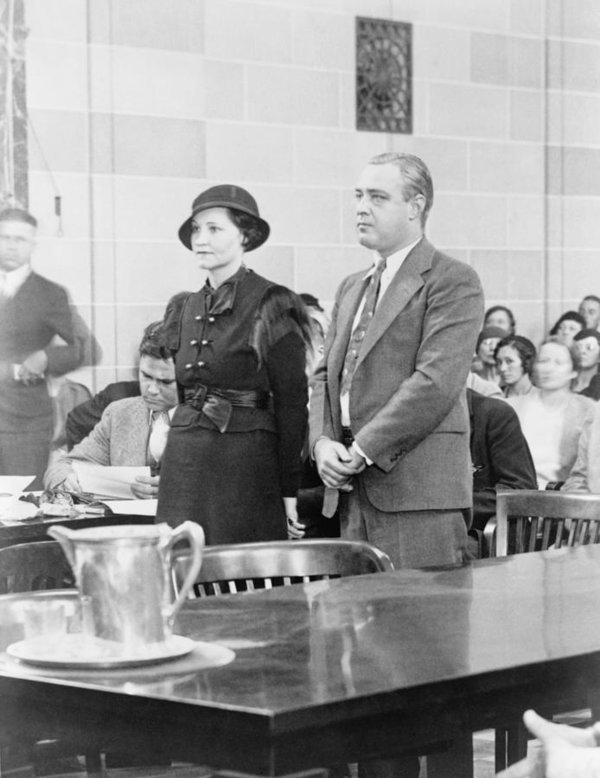
کلی و کاترین تورن برای ربودن اورشل در ۲۰ مهر ۱۳۱۲ محکوم به حبس ابد می‌شوند

آخرین فعالیت‌های جنایی کلی – ژوئیه ۱۹۳۳ ربودن ثروتمند اکلاهما سیتی مقیم، چارلز اف. ارشل و دوست خود را والتر جارت – تبدیل کلی‌ها ۲۰۰ هزار دلار (۵ میلیون دلار) باج خواستند و اورشل را در مزرعه مادر و ناپدری کاترین نگه داشتند. اورشل، با چشمان بسته، شواهدی از تجربه خود از جمله به‌یاد آوردن صداهای محوطه، شمارش قدم‌ها و گذاشتن اثرانگشت روی سطوح در دسترس را یادداشت کرد. این امر برای اداره تحقیقات فدرال در تحقیقات خود بسیار ارزشمند بود، زیرا مأموران به این نتیجه رسیدند که اورشل بر اساس صداهایی که او هنگام گروگانگیری به یاد پردایس، تگزاس نگه‌داری شده‌است.

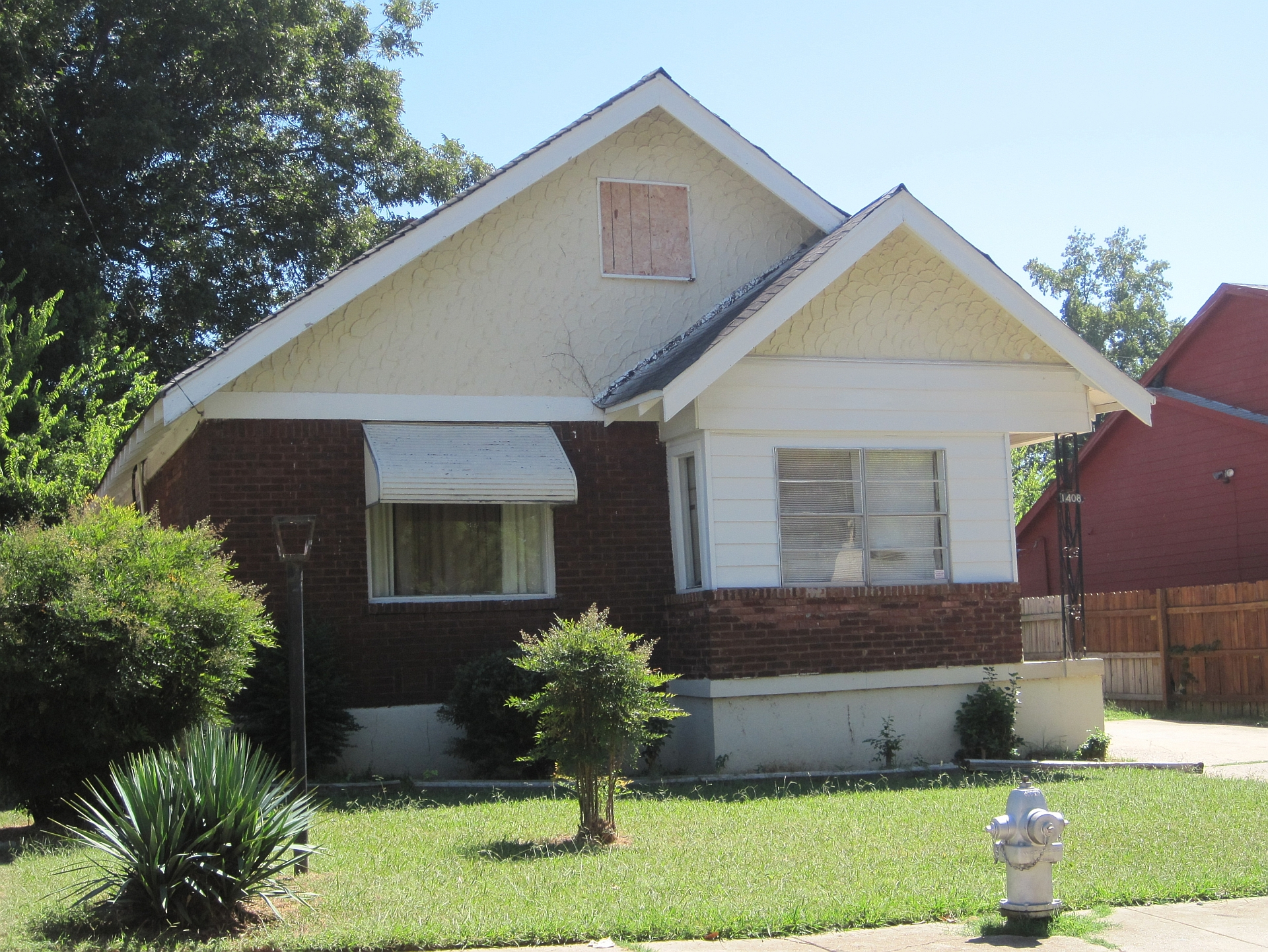
مخفیگاه کلی در ۱۴۰۸ خیابان راینر در ممفیس، تنسی (۲۰۱۰)

تحقیقات انجام شده در ممفیس نشان داد که کلی‌ها در JC Tichenor زندگی می‌کردند. مأموران ویژه بیرمنگام، آلاباما، بلافاصله به ممفیس اعزام شدند، جایی که در ساعات اولیه صبح ۲۶ سپتامبر ۱۹۳۳، یورش انجام شد. جورج کلی و کاترین تورن توسط مأموران اف‌بی‌آی و پلیس ممفیس بازداشت شدند. اغلب گزارش می‌شود که کلی بدون اسلحه دستگیر شده و گویا فریاد می‌زند: "شلیک نکنید، مردان G! G-Men شلیک نکنید! "همان‌طور که او تسلیم مأموران افی‌بی‌آی شد. به نظر می‌رسد این نسخه از وقایع یک افسانه رسانه‌ای است که ماه‌ها پس از دستگیری ایجاد شده‌است. نسخه دیگری از این حمله ادعا می‌کرد که کلی تپانچه در دست داشت، اما اسلحه ساچمه ای به سمت قلب او تسلیم شد و زیر لب گفت :من منتظر تو بودم. با این حال، اولین گزارش اف‌بی‌آی در مورد این رویداد بین سه تا پنج روز پس از دستگیری کلی نوشته شده‌است و می‌گوید: "مامور رورر دید که کلی … به اتاق خواب جلو رفته و دستانش را در گوشه ای قرار داده‌است. او تحت پوشش گروهبان پلیس ممفیس قرار داشت. گزارش شده‌بود که کلی در آن‌موقع اصلاً صحبت نکرده‌است.
دستگیری کلیس‌ها با فرار ده زندانی، از جمله همه اعضای باند دیلینگر آینده، از زندان در میشیگان سیتی، ایندیانا، در همان شب تحت الشعاع قرار گرفت.
در ۱۲ اکتبر ۱۹۳۳، جورج کلی و کاترین تورن محکوم و به حبس ابد محکوم شدند. محاکمه در اداره پست، دادگاه و ساختمان دفتر فدرال در شهر اوکلاهما برگزار شد.
تحقیقات در کلمن، تگزاس نشان داد که کلیس‌ها توسط Cassey Earl Coleman و Will Casey نگهداری و محافظت می‌شدند و کلمن به جورج کلی در ذخیره ۷۳۲۵۰ دلار از پول باج اورشل در دامداری خود کمک کرده‌است. این پول توسط مأموران دفتر در ساعات اولیه صبح ۲۷ سپتامبر در یک تکه پنبه در مزرعه کلمن یافت شد. هر دوی آنها در ۴ اکتبر ۱۹۳۳ در دالاس، تگزاس، متهم به فرار و توطئه شدند، و در ۱۷ اکتبر ۱۹۳۳، کلمن، پس از اعتراف به گناه، به یک سال و یک روز محکوم شد و کیسی، پس از محاکمه و محکومیت، به تحمل دو سال حبس در زندان ایالات متحده در لیونورث، کانزاس محکوم شد.

## مرگ

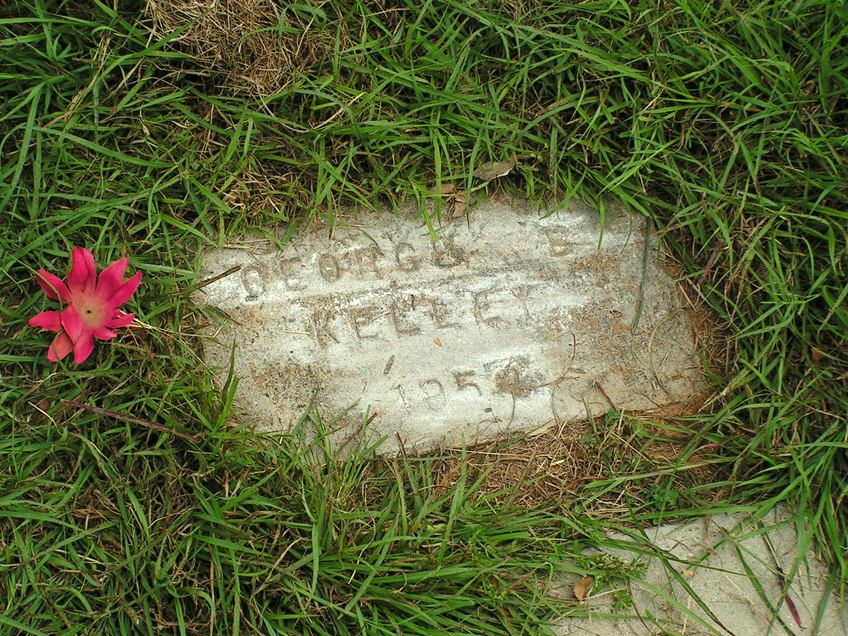
سنگ قبر او با علامت «جرج بی کلی»

ماشین گان کلی ۲۱ سال باقی مانده عمر خود را در زندان گذراند. در دوران حضورش در جزیره آلکاتراز، لقب «پاپ گان کلی» را دریافت کرد. به گفته دیگر زندانیان دیل استمفیل، نام مستعار به این دلیل ایجاد شده‌است که او داستان ماهی‌های بزرگ را تعریف کرد. این ممکن است از این واقعیت ناشی شود که علاوه بر داستانهای بلند اغراق‌آمیز، کلی یک زندانی نمونه بود و مانند گانگستر وحشیانه همسرش، رسانه‌ها و اف‌بی‌آی او را فاش نکرده بود. او ۱۷ سال را در آلکاتراز به عنوان زندانی شماره ۱۱۷ گذراند، در کارگاه زندان کار می‌کرد، همچنان به افتخار و اغراق در فرارهای گذشته خود به سایر زندانیان ادامه داد و در سال ۱۹۵۱ بی سر و صدا به لیونورث منتقل شد. وی در ۱۸ ژوئیه ۱۹۵۴، در ۵۹ سالگی خود، بر اثر سکته قلبی در لیونورث درگذشت و در قبرستان کاتوندیل تگزاس در قطعه خانوادگی ناپدری کاترین کلی به‌خاک سپرده شد. کاترین کلی همسرش، در سال ۱۹۵۸ از زندان آزاد شد و تا زمان مرگش در ۱۹۸۵ در سن ۸۱ سالگی در اکلاهما زندگی کرد.

## در فرهنگ عامه
ماشین گان کلی و جنایات او در فیلم‌هایی مانند ماشین تفنگ کلی (۱۹۵۸)، داستان اف‌بی‌آی (۱۹۵۹) و ملوین پورویس: جی من (۱۹۷۴) به تصویر کشیده شده‌است.
کتاب آسف اتکینز رمان‌نویس جنایی در سال ۲۰۱۰ بر اساس آدم‌ربایی اورشل و جورج کلی و کاترین تورن است. کلی (همراه با چارلز آرتور فلوید و Baby Face Nelson) یکی از شخصیت‌های اصلی مجموعه کمیک Pretty, Baby, Machine است.
جورج کلی و کاترین تورن الهام بخش ماشین گان کلی (۱۹۷۰) بودند، آهنگی که توسط دنی کوتچ کورتچمار سروده‌شده جیمز تیلور در آلبوم 1971 Mud Slide Slim و Blue Horizon ضبط شده‌است.
ماشین گان کلی نام مستعار خواننده ریچارد کلیسون است.
کلی همچنین برای گروه پانک محبوب انگلستان، The Angelic Upstarts، برای آهنگ «ماشین گان کای» الهام‌بخش بود.